# BMW serii 3 Coupe
BMW serii 3 Coupe – samochód sportowy klasy średniej produkowany pod niemiecką marką BMW w latach 1992 - 2014.

## Pierwsza generacja

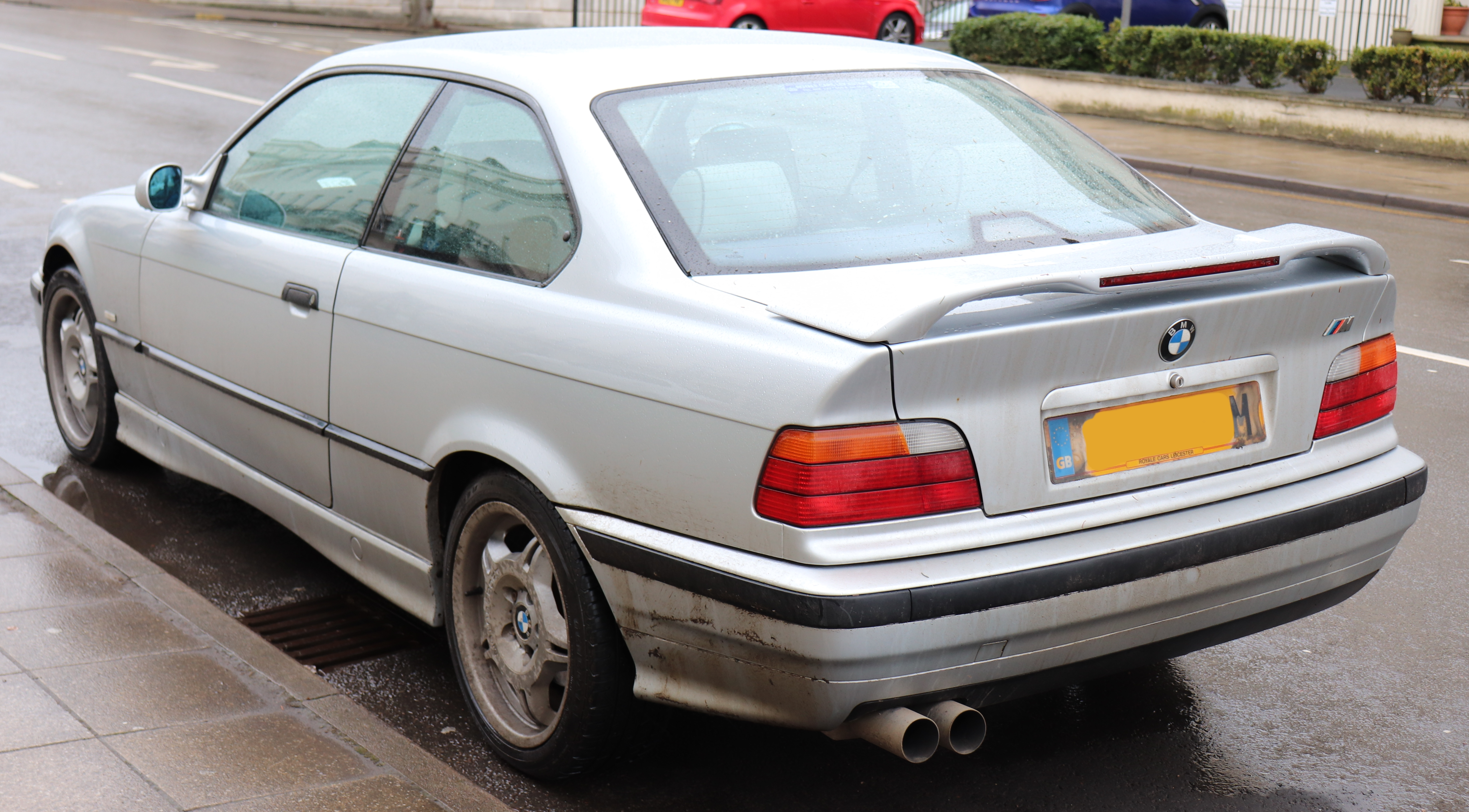
BMW serii 3 Coupe I (E36/2C) - tył

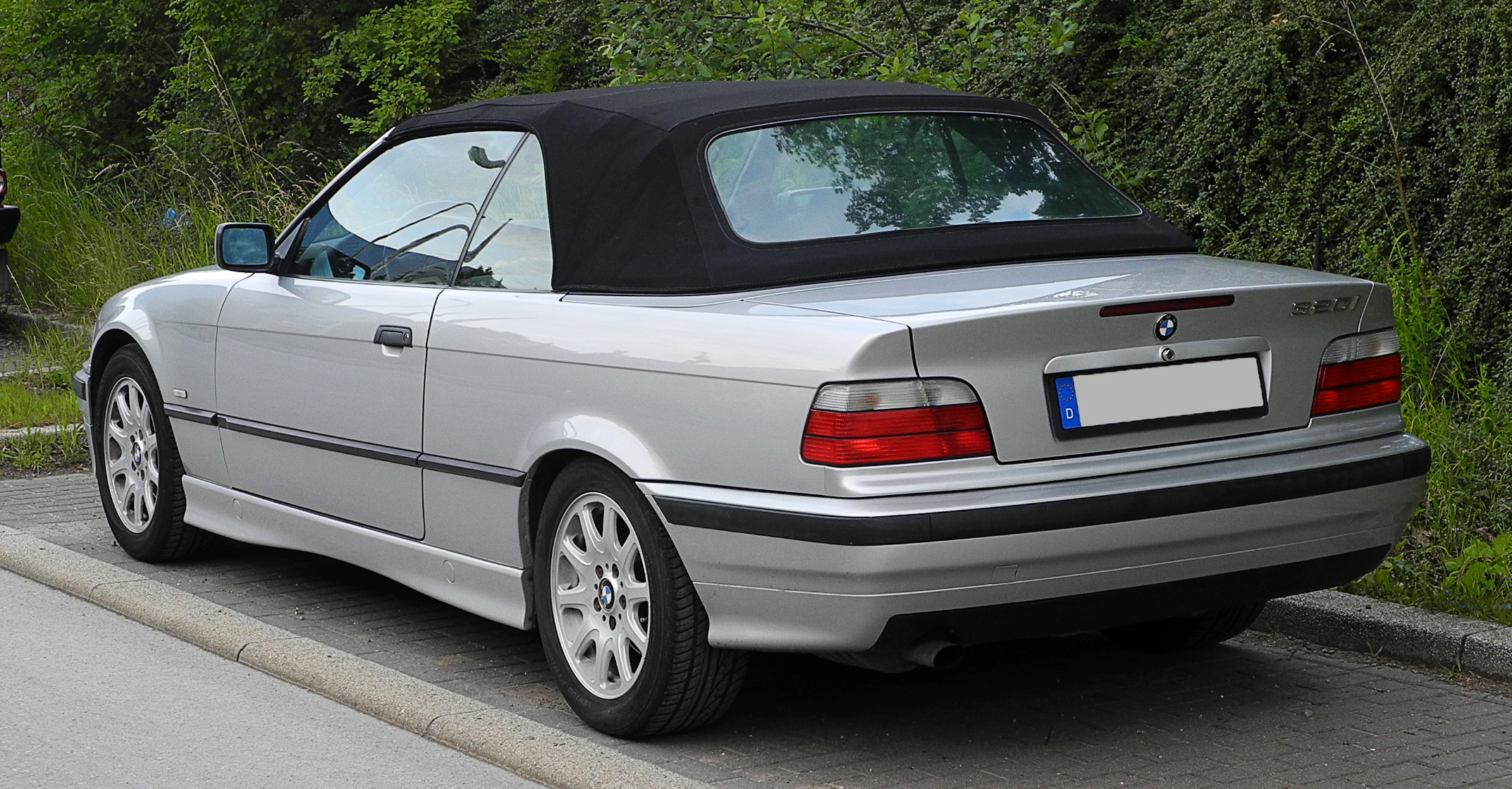
BMW serii 3 Cabrio I (E36/2)

BMW serii 3 I Coupe zadebiutowało odpowiednio w 1991 oraz 1993 roku. 
Samochody, pozbawione bezpośredniej konkurencji, pełniły rolę sportowej alternatywy dla odmiany sedan, czyli klasycznej Serii 3. Modele oferowano do 1999 roku.

## Druga generacja

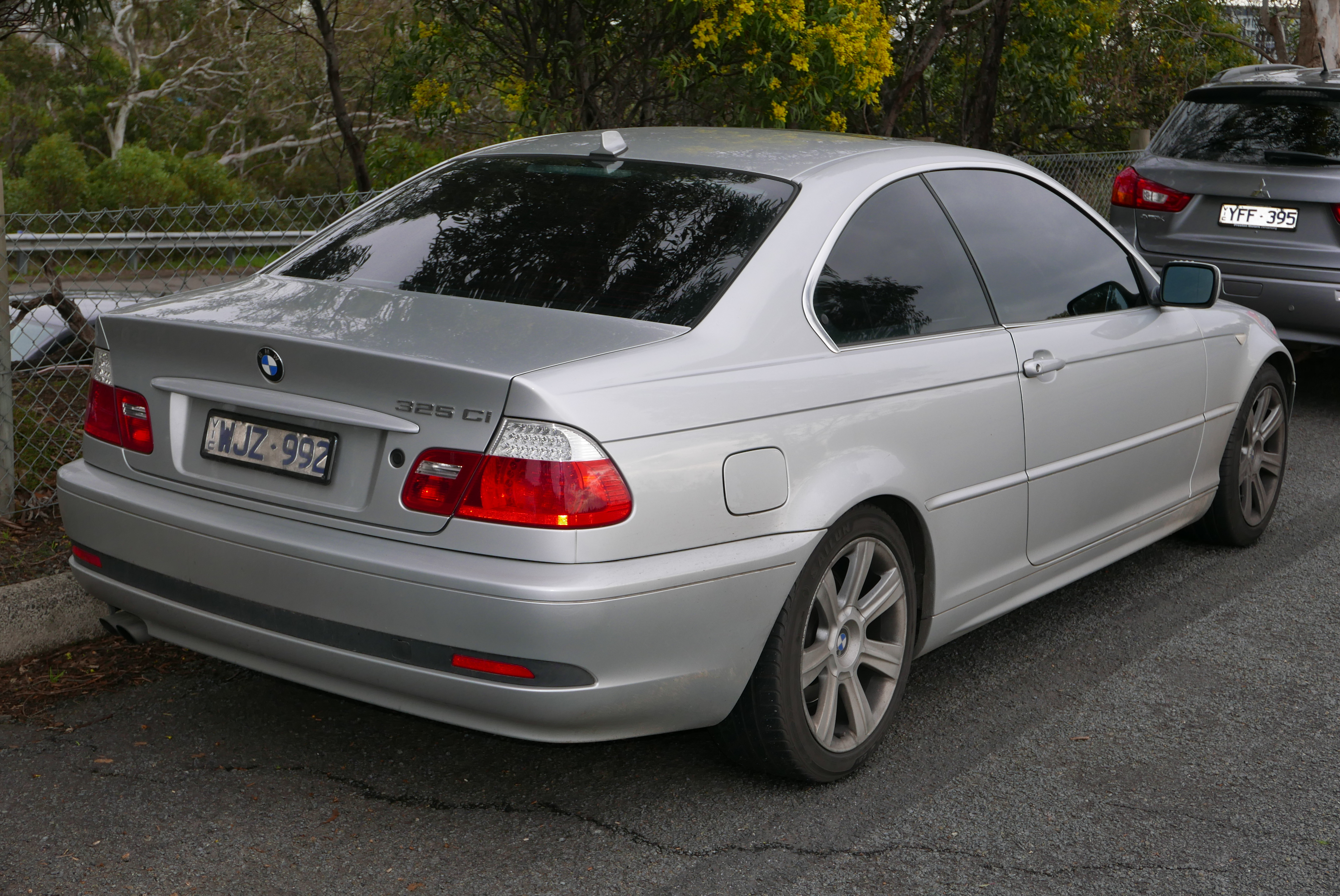
BMW serii 3 Coupe II (E46/2) - tył

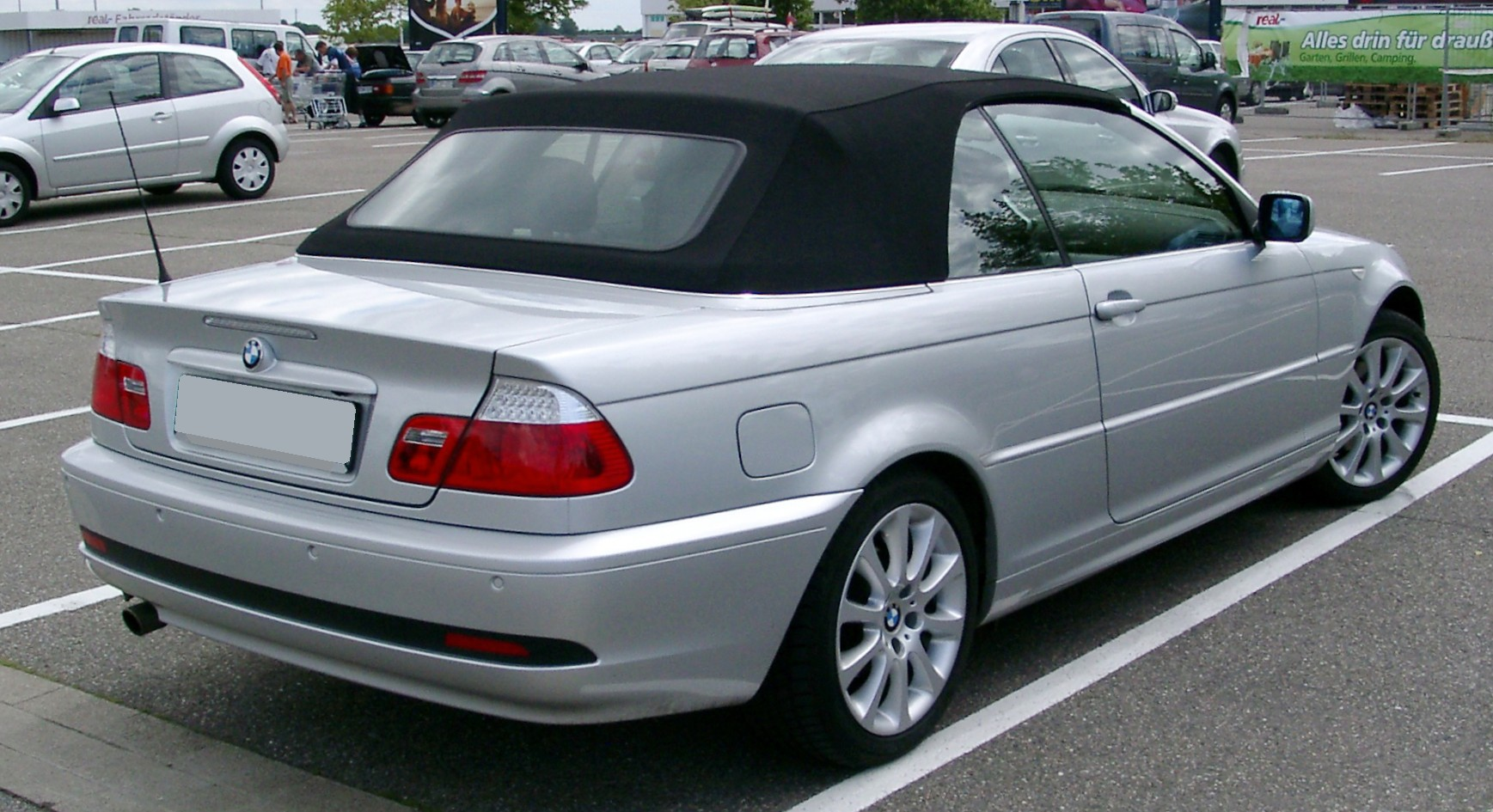
BMW serii 3 Cabrio II (E46/2C)

BMW serii 3 Coupe II zadebiutowało po raz pierwszy w 1999 roku.
Samochody, pozbawione bezpośredniej konkurencji, pełniły rolę sportowej alternatywy dla odmiany sedan. Modernizacja z 2003 roku spowodowała, że obie odmiany tak jak podstawowe wersje nadwoziowe otrzymały nowe lampy - był węższe i bardziej krągłe. Modele oferowano aż do 2006 roku, rok po zakończeniu produkcji sedana i kombi.

## Trzecia generacja

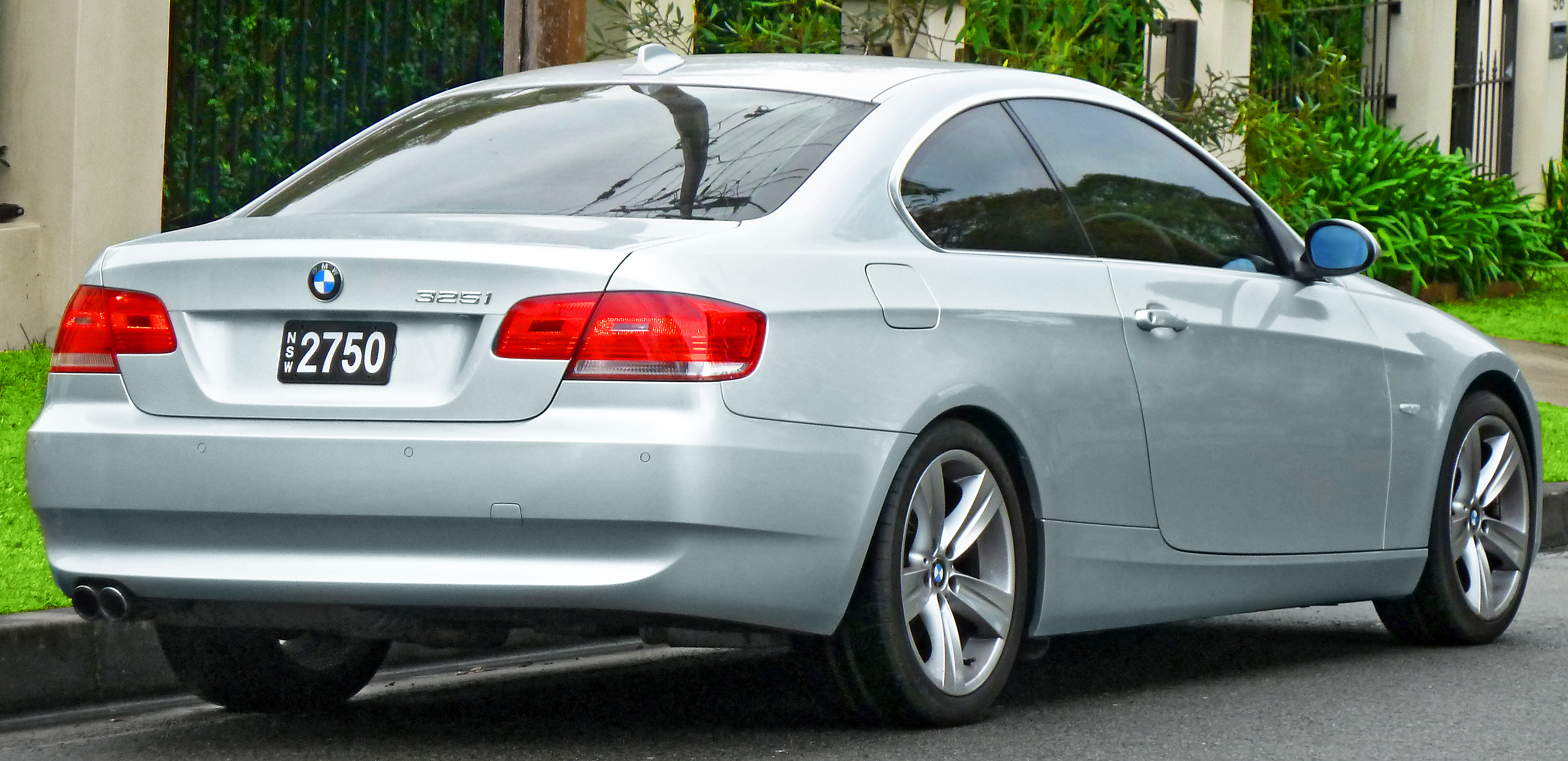
BMW serii 3 V Coupe (E92) - tył

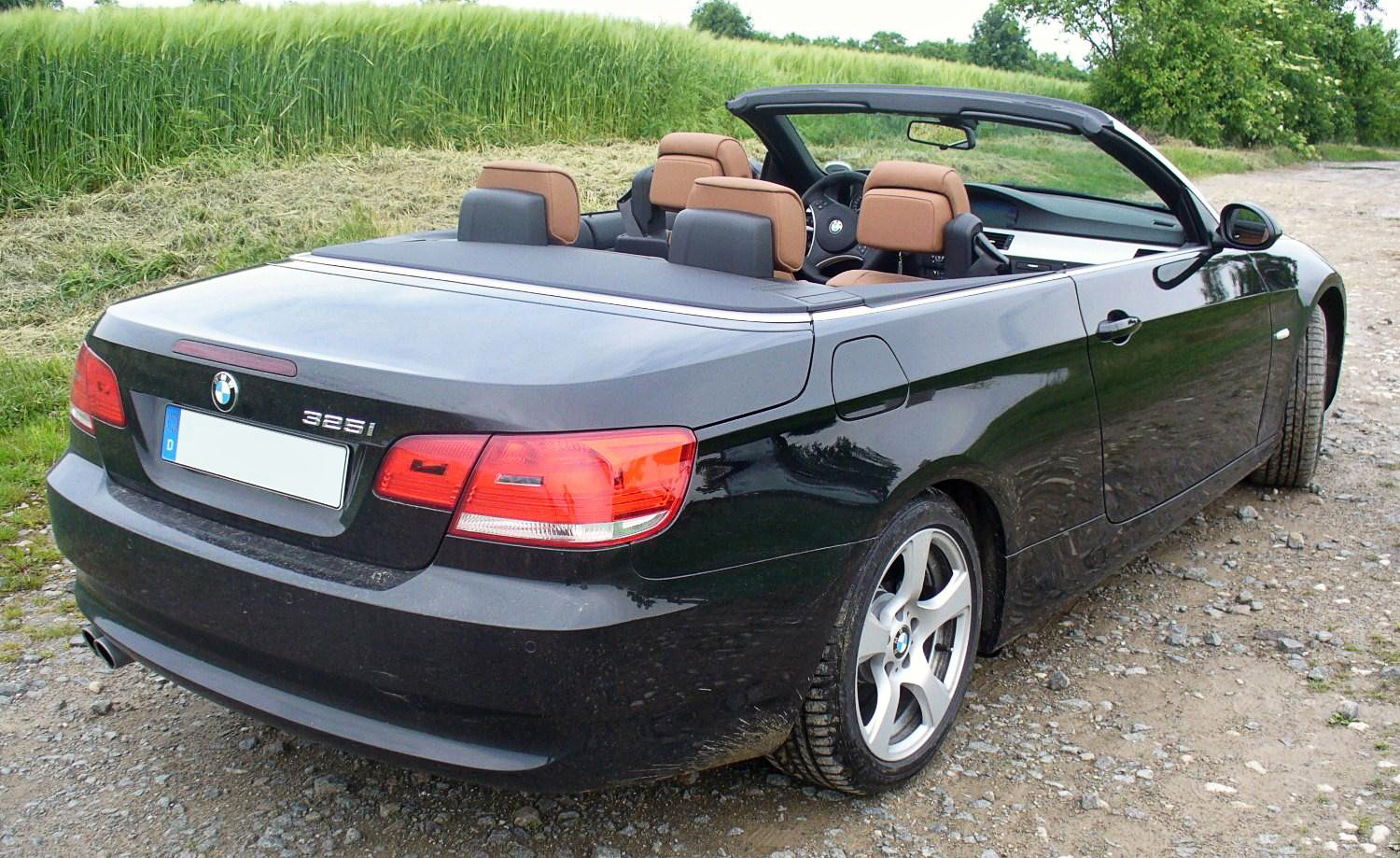
BMW serii 3 V Coupe-Cabriolet (E93)

BMW serii 3 Coupe III zadebiutowało kolejno w 2006 oraz w 2007 roku. 
Na tle poprzedników, samochody zyskały całkowicie odrębny i unikalny charakter, co wyrażał inaczej stylizowany przód oraz zupełnie inny kształt tylnych lamp, a także inne kody fabryczne - E92 oraz E93. Po raz pierwszy wariant cabriolet zastąpiło coupe-cabrio z twardym składanym dachem. W przeciwieństwie do poprzedników, tym razem opisywane wersje pełniły rolę bardziej luksusowych wariantów.

### Następca
Pozostawały w produkcji jeszcze 2 lata po zakończeniu produkcji sedana i kombi, kiedy to zastąpił je odrębny, zupełnie nowy model - BMW serii 4.